# Georg Doppelhofer

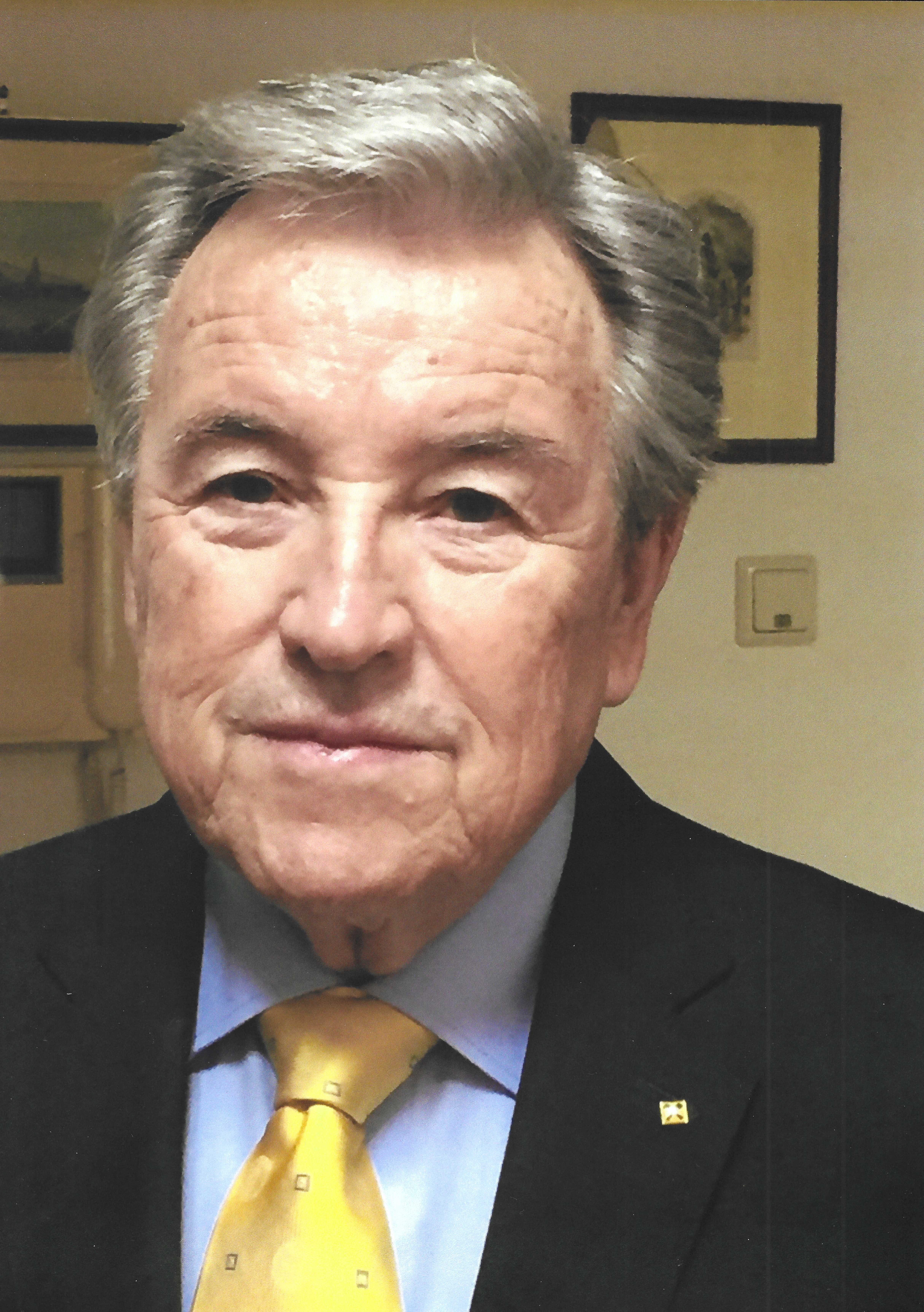
Georg Doppelhofer (2025)

Georg Josef Doppelhofer (* 12. März 1945 in Krieglach/Steiermark) ist ein österreichischer Jurist und Bankmanager.

## Leben
Nach der Matura am Bischöflichen Gymnasium in Graz und der Ableistung des Präsenzdienstes wurde Georg Doppelhofer 1970 zum Dr. iur. an der Karl-Franzens-Universität Graz promoviert.
Seine berufliche Laufbahn startete er am Wirtschaftsförderungsinstitut (WIFI) Graz, wo er zuletzt für das Bildungsprogramm verantwortlich war. 1976 engagierte ihn die Raiffeisenzentralkasse Steiermark (heute Raiffeisen-Landesbank Steiermark). 1980 wurde er zum Geschäftsführer und Generaldirektor der Raiffeisenzentralkasse Steiermark sowie der Steirischen Raiffeisenbank in Graz bestellt.
Dem in den folgenden Jahrzehnten entwickelten Konzern der Raiffeisen-Landesbank Steiermark stand er bis zu seiner Pensionierung am 1. Jänner 2006 vor. Parallel zu diversen Aufsichtsratsmandaten und Geschäftsführertätigkeiten im Raiffeisensektor, vertrat Doppelhofer ab 1980 im Aufsichtsrat bis 2006 als 1. Vizepräsident die Interessen der steirischen Raiffeisengruppe im gemeinsamen Raiffeisenzentralinstitut, der heutigen Raiffeisen Bank International AG (ehemals Genossenschaftliche Zentralbank – GZB AG bzw. Raiffeisen Zentralbank Österreich – RZB).
Außerdem war er als Aufsichtsrat der Oesterreichischen Kontrollbank AG, in der Grazer Wechselseitige (GRAWE) und der Bundesländer Versicherungs AG tätig. Für die später aus AUSTRIA Versicherung, der Collegialität Versicherung, der Raiffeisenversicherung und der Bundesländer Versicherungs AG formierte UNIQA Insurance Group fungierte er nach dem Zusammenschluss als einer der Vizepräsidenten des Aufsichtsrates.
Bis 2007 war Georg Doppelhofer als Präsident des Aufsichtsrates des Landes-Hypotheken Bank Steiermark AG, die unter seiner Führung ab 1998 stufenweise mehrheitlich von der Raiffeisenlandesbank Steiermark übernommen wurde, tätig. Funktionen als Geschäftsführer der Steirerobst GesmbH (heute Teil der Agrana AG), Vorstandsmitglied des Agrarverwertungsverbandes Agrosserta, des steirischen Landwirteverbandes und des Steirischen und Österreichischen Raiffeisenverbandes runden die Tätigkeiten von Doppelhofer in diesem Sektor ab.
Als Vizepräsident der Grazer Messe war er im Auftrag des Landes beschäftigt. Seit Formierung der Styria Medien AG (heute Styria Media Group AG) bis 2009 war er in diesem – mehrheitlich dem Katholischen Medienverein – gehörenden Unternehmen als Aufsichtsrat tätig.
Besonders stark engagierte sich Doppelhofer in Interessenvertretungen auf Landes- und Bundesebene. So war er unter anderem ab 1980 Mitglied der Sektionsleitung „Bank und Versicherung“ auf Landes- und Bundesebene. Der Sparte „Bank und Versicherung“ in der Steiermark stand er ab 1992 bis 2006 als Obmann vor. Von 1996 bis 2004 stellte er seine Expertise der ÖVP Landesparteileitung Steiermark als Finanzreferent zur Verfügung.

## Privat
Georg Doppelhofer ist seit 1970 mit Waltraud verheiratet. Der Ehe entstammen zwei erwachsene Kinder.
Als Privatmann ist Doppelhofer für sein umfassendes historisches Interesse und Wissen um steirische und österreichische Geschichte bekannt und engagiert sich nach wie vor in sozialen, kirchlichen und gesellschaftlichen Vereinigungen. Als Ehrenpräsident, der von ihm 2002 gegründeten Österreichisch-Kroatischen Handelskammer und Ehrensenator der Karl-Franzens-Universität Graz (1. Präsident des Absolventenverbandes – Alumni), ist er diesen Institutionen besonders verbunden.
Seit Studientagen ist Doppelhofer Mitglied der Katholischen Österreichischen Hochschulverbindung KÖHV Carolina zu Graz und Ehrenmitglied in diversen mitgegründeten wirtschaftsnahen Vereinigungen (z. B. Marketing Club Graz).

## Auszeichnungen
- 2002: Großes Goldenes Ehrenzeichen für Verdienste um das Land Steiermark[10]
- 2005: Ehrensenator der Karl-Franzens-Universität Graz[11]
- 2006: Großes Goldenes Ehrenzeichen mit dem Stern für Verdienste um das Land Steiermark[12]
- 2007: Großes Ehrenzeichen der Republik Österreich[13]
- 2008: Blaza-Lorkovica-Orden für herausragende Verdienste um die kroatische Wirtschaft durch den kroatischen Staatspräsidenten Stjepan Mesic
- 2021: Goldenes Doktordiplom der Universität Graz[14]